# Kapybaror
Kapybaror (Hydrochoerus) är ett släkte som omfattar världens två största gnagare. Fram till 1990-talet kategoriserades kapybaran (H. hydrochaeris) som ensam art inom släktet, som i sin tur placerade som ensamt släkte i familjen Hydrochoeridae. Numera placeras dock släktet inom familjen marsvin (Caviidae) och man delar upp släktet i de två arterna H. hydrochaeris och H. isthmius, där den senare lever i de nordliga delarna av utbredningsområdet.

## Systematik
Kapybarorna placerades vanligtvis som ensam släkte i familjen Hydrochoeridae. Genetiska studier har dock visat att klippmarsvinet är närmare släkt med kapybarorna än med andra marsvin. På grund av detta först kapybarorna numera till familjen marsvin där de tillsammans med klippmarsvinet utgör underfamiljen Hydrochoerinae. I parvordningen marsvinsartade gnagare placeras de tillsammans med guldharar (Dasyproctidae), pakor (Cuniculidae) och pacaranan (Dinomys branickii) i överfamiljen Cavioidea.
Fossil av kapybarornas förfäder är kända från miocen. De äldsta släktena samlas ibland i den gemensamma underfamiljen Cardiatheriinae, men indelningen är omstridd. Under tidig pliocen fanns troligtvis bara ett släkte, Chapalmatherium eller Protohydrochoerus, som utgör den egna underfamiljen Protohydrochoerinae. Skallen av dessa djur var dubbelt så stor som kapybarans och även extremiteterna var tydlig längre. Underfamiljen Hydrochoerinae, som idag bara omfattar kapybarorna, uppkom under senare pliocen. Alla fossil av familjen Hydrochoeridae har återfunnits på den amerikanska kontinenten.

### Arter inom släktet
| Species                                                   | Distribution |
| --------------------------------------------------------- | ------------ |
| Kapybara (Hydrochoerus hydrochaeris) (Linnaeus, 1766)     |              |
| "Mindre kapybara" (Hydrochoerus isthmius) (Goldman, 1912) |              |